# Morone
A Morone a sugarasúszójú halak (Actinopterygii) osztályának sügéralakúak (Perciformes) rendjébe, ezen belül a Moronidae családjába tartozó nem.
Családjának a típusneme.

## Rendszerezés
A nembe az alábbi 4 faj tartozik:
- Morone americana (Gmelin, 1789) - típusfaj
- fehér sügér (Morone chrysops) (Rafinesque, 1820)
- Morone mississippiensis Jordan & Eigenmann, 1887
- csíkos sügér (Morone saxatilis) (Walbaum, 1792)